# Tinh Hủy
Tinh Hủy (tiếng hán: 星卉, sinh ngày 10 tháng 12 năm 1975), tên thật là Lại Tĩnh Nhân (賴靜茵), tên Tiếng Anh Conie Lai, là một nữ diễn viên Đài Loan, sinh ra ở thành phố Đài Nam, Đài Loan. Cô được biết đến qua các bộ phim như Lời thề sắt son, Vòng Xoáy Kim Tiền, Thần cơ diệu toán Lưu Bá Ôn, Hoài Ngọc Truyền Kỳ.

## Đời tư
Tinh Huỷ là con cả trong gia đình, có 2 em trai. 
Về chuyện tình cảm, khi còn là sinh viên, Tinh Hủy hẹn hò với nam MC truyền hình Tần Vĩ hai năm rồi chia tay. Khoảng năm 2000, cô và diễn viên Trần Quán Lâm có hẹn hò một thời gian thì đường ai nấy đi do tính cách không hợp. Đến nay, Tinh Hủy chia sẻ mình đã có bạn trai là nhiếp ảnh gia, cả hai là mối tình đầu của nhau, sau hơn 30 năm mới tình cờ gặp lại. Mặc dù nhiều lần được ngỏ lời nhưng Tinh Hủy vẫn chưa có ý định kết hôn, cô cảm thấy cuộc sống hiện tại rất thoải mái.
Năm 2004, cô cùng hai em trai thành lập cửa hàng váy cưới - True Love Wedding. Cuối năm 2021, True Love Wedding tuyên bố đóng cửa vì ảnh hưởng của dịch bệnh. 

## Sự nghiệp
Gia nhập phim ảnh vào năm 1997, Tinh Hủy xuất hiện thoáng qua trong các bộ phim của Hoa Thị, Đài Thị, Đại Ái,... đến năm 2000, cô chính thức đầu quân cho đài truyền hình Tam Lập. Chỉ sau một năm - 2001, tên tuổi Tinh Hủy vụt sáng nhờ vai phản diện Diệp Minh Ngọc trong "Đài Loan A Thành", cô thậm chí hy sinh mái tóc thật của mình để hoàn thành nhân vật một cách trọn vẹn nhất. Sau đó, cô tiếp tục gây dấu ấn nhờ Lâm Nguyệt Dao trong "Thần kế diệu toán Lưu Bá Ôn", Trần Phù Dung trong "Hoài Ngọc truyền kỳ" hay Lâm Như Ngọc trong "Tấm lòng cha mẹ". 
Trải qua 7 năm chiến đấu với chứng trầm cảm sau khi bà qua đời (2014), năm 2021, Tinh Hủy tái xuất trong "Thiên chi kiêu nữ" (Những đứa con trời ban).  Năm 2023, bộ phim thần tượng có sự xuất hiện đầu tiên của Tinh Hủy sẽ lên sóng.

## Danh sách phim
| Năm  | Đài truyền hình | Tên phim                                                   | Tên nhân vật                  |
| ---- | --------------- | ---------------------------------------------------------- | ----------------------------- |
| 1997 | Hoa Thị         | Ưng nhãn mê tình                                           |                               |
| 1997 | Hoa Thị         | Bạn nhã nhất sinh                                          |                               |
| 1997 | Hoa Thị         | Hồng trần kí sự bộ                                         |                               |
| 1997 | Đại Ái          | Hoa khai hoa lạc                                           |                               |
| 1997 | Hoa Thị         | (Những sự kiện của Đài Loan) Nhạc thấu kì đàm              | A Kiều                        |
| 1997 | Đài Thị         | (Lam sắc tri chu võng) Tứ hải nữ lang trung                | Dương Tú                      |
| 1998 | Hoa Thị         | Toán mệnh đích nữ nhân                                     |                               |
| 1998 | Hoa Thị         | Thổ địa công truyền kì (Song long đoạt châu)               | Uyển Nhi                      |
| 1998 | Hoa Thị         | Đài Loan đâu đâu đồng                                      |                               |
| 1998 | Dân Thị         | Dì ghẻ                                                     | A Tuệ                         |
| 1998 | Dân Thị         | Thâm tình – bé gái mồ côi nguyện vọng                      |                               |
| 1998 | Dân Thị         | Đào sắc nguy cơ                                            |                               |
| 1998 | Dân Thị         | Đài loan tác gia kịch tràng 《 thập điện diêm quân 》      | Lâm Thu Phân                  |
| 1999 | Hoa Thị         | Đồ đằng ấn                                                 |                               |
| 1999 | Hoa Thị         | 《 Đài Loan quái đàm 》 nhân quỷ đại chiến                 | Tiểu Ngọc                     |
| 1999 | Hoa Thị         | kinh kỳ kịch tràng                                         | Ngô Tố Lan                    |
| 1999 | Hoa Thị         | Ách ba dữ tân nương                                        |                               |
| 1999 | Đại Ái          | Biến kiểm lão ba                                           |                               |
| 1999 | Dân Thị         | Phú quý tại thiên                                          | Lý Thục Trân                  |
| 1999 | Dân Thị         | Lương Sơn Bá Chúc Anh Đài                                  | Thu Cúc                       |
| 1999 | Dân Thị         | Nhất chi thảo nhất điểm lộ                                 | Hứa Thục Linh                 |
| 1999 | Dân Thị         | Bạch tặc thất                                              | Trần Lệ Tuyết                 |
| 2000 | Hoa Thị         | 《 Mã tổ 》 nhân duyên hoa                                 | Bạch Tâm Huệ                  |
| 2000 | Tam Lập         | Sống mãi                                                   | Phan Nhã Huệ                  |
| 2000 | Tam Lập         | Cửu Long truyền thuyết                                     | Phù Dung                      |
| 2000 | Tam Lập         | Cửu chỉ tân nương                                          | Nguyệt Mai/ Nguyệt Hoa        |
| 2000 | Tam Lập         | A Biển và A Trân                                           |                               |
| 2000 | Dân Thị         | Tương tâm bỉ tâm                                           | Vương Minh Tuệ                |
| 2000 | Dân Thị         | Đại cước a mụ                                              | Tú Mỹ                         |
| 2001 | Tam Lập         | Nhân gian huyền ảo (Nhân xà lang quân)                     | Tú Liên                       |
| 2001 | Tam Lập         | Đài Loan A Thành                                           | Diệp Minh Ngọc                |
| 2002 | Tam Lập         | Biệt đội tia chớp                                          | Hà Mỹ Linh                    |
| 2004 | Tam Lập         | Cơn lốc của rồng/ Vòi rồng trong mưa                       | Hoàng Chí Hàm                 |
| 2005 | Đài Thị         | Lời thề sắt son                                            | Dương Gia Văn                 |
| 2005 | Tam Lập         | Vòng xoáy kim tiền                                         | Trần Hoa                      |
| 2007 | Đài Thị         | Thần kế diệu toán Lưu Bá Ôn - Hoàng thành long hổ đấu (P7) | Lâm Nguyệt Dao/ Hồ Nguyệt Dao |
| 2007 | Đài Thị         | Thần kế diệu toán Lưu Bá Ôn - Đại náo nữ nhi quốc (P8)     | Lâm Nguyệt Dao/ Hồ Nguyệt Dao |
| 2008 | Đài Thị         | Thánh mẫu mã tổ                                            | Giang Tú Liên                 |
| 2008 | Đài Thị         | Hoài Ngọc truyền kỳ                                        | Trần Phù Dung                 |
| 2008 | Đài Thị         | Hoài Ngọc truyền kỳ                                        | Liên Hoa Chân Quân            |
| 2008 | Tam Lập         | Chân tình bốn phương                                       | Đường Vũ Hân                  |
| 2009 | Đài Thị         | Gia Khánh Quân du Đài Loan                                 | Lý Huệ Quân                   |
| 2009 | Tam Lập         | Tấm lòng cha mẹ                                            | Lâm Như Ngọc                  |
| 2011 | Tam Lập         | Gia đình sóng gió                                          | Diệp Y Mỹ                     |
| 2011 | Tam Lập         | Tay trong tay                                              | Mạn Lệ                        |
| 2012 | Tam Lập         | Nhân gian huyền ảo (Thiên công điểm trạng nguyên)          | Lý Huyền Nữ                   |
| 2012 | Tam Lập         | Con tim lạc lối                                            | Đỗ Tiểu Tiểu/ Trần Tiểu Tiểu  |
|      | Tam Lập         | Con tim lạc lối                                            | Tôn Bảo Nhi (linh hồn)        |
| 2017 | Tam Lập         | Hương vị cuộc sống                                         | Bạch Phù Dung                 |
| 2017 | Hoa thị         | Xuân phong ái hà biên                                      | Từ Tinh Tinh                  |
| 2018 | Tam Lập         | Nhân gian huyền ảo - Thiên hậu độ tình kiếp                | Mã Tổ Nương Nương             |
| 2020 | Tam Lập         | Nhân gian huyền ảo - Tiềm thủy mụ vãn yên chi trùng        | Mã Tổ Nương Nương             |
| 2021 | Tam Lập         | Những đứa con trời ban                                     | Lương Hữu Thanh (Blue)        |
| 2023 | Đại Ái          | Sưu tầm giả                                                | Lâm Tư Tinh                   |
| 2023 | EBC             | Tôi vẫn ổn khi không có bạn                                | Lư Hiểu Kỳ                    |
| 2023 | Tam Lập         | Thiên đạo                                                  | La Nhã Khiết                  |